# Шотт, Герхард
Пауль Герхард Шотт (нем. Paul Gerhard Schott; 15 августа 1866, Чирма, Тюрингия — 15 января 1961, Гамбург) — немецкий океанограф, создатель первых монографий по географии Атлантического, Индийского и Тихого океанов, которые послужили основой для их дальнейшего изучения.

## Биография
Герхард Шотт родился в Тюрингии, изучал географию и физику в Йене и Берлине. В 1891 году он получил докторскую степень в Берлинском университете под руководством Фердинанда фон Рихтгофена за работу по изучению поверхностной температуры течений в водах Восточной Азии. В 1891—1892 участвовал в научной экспедиции в Южную и Юго-Восточную Азию. С 1893 года Шотт работал в Метеорологической обсерватории в Потсдаме, а с 1894 года работал в Немецкой морской обсерватории в Гамбурге, где с 1903 года возглавлял океанографическое отделение. Шотт был инициатором создания кафедры океанографии в Гамбургском университете, профессором которого стал в 1921 году. В 1898—1899 годах Шотт участвовал в немецкой океанографической экспедиции в Атлантическом и Тихом океанах на судне «Вальдивия»; в 1929 году участвовал в кругосветной экспедиции на судне «Метеор».
Работы Шотта «География Атлантического океана» (1912) и «География Индийского и Тихого океанов» (1935) — первые монографии по географии мировых океанов, создавшие общую картину мирового океана.
Шотт был членом многочисленных географических обществ, в 1926 году он стал членом географической секции Леопольдины. В 1925 году он был избран членом-корреспондентом Гёттингенской академии наук. Шотт был награждён медалью Карла Риттера (1903), серебряной медалью Океанографического института Монако (1911) и золотой медалью Георга фон Ноймайера (1936).
В 1953 году в его честь был назван залив на восточном побережье Антарктического полуострова.